# Pidonia tsushimana
Pidonia tsushimana là một loài bọ cánh cứng trong họ Cerambycidae.